# Armianski (Apsheronsk, Krasnodar)
Armianski (del ruso: Армянский) es un jútor del raión de Apsheronsk del krai de Krasnodar, en Rusia. Está situado en las vertientes septentrionales del Cáucaso Occidental, en la orilla izquierda del río Tsitsa, afluente del Psheja, que lo es del Bélaya, de la cuenca del Kubán, 25 km al sur de Apsheronsk y 111 km al sureste de Krasnodar, la capital del krai. Tenía 41 habitantes en 2010
Pertenece al municipio Chernígovskoye.